# حجة القيم السامية
حجة التسامي لوجود الله  (بالإنجليزية: Transcendental Argument for the Existence of God)‏ هي حجة منطقية تحاول إثبات وجود الله بحجة أن المنطق والأخلاق والعلوم تفترض في النهاية وجودًا متساميًا، لأن المادة الجامدة والعشوائية لا تعلله، وأن الله يجب أن يكون بالتالي هو مصدر المنطق والأخلاق والعلم. وأنه دون وجود الله من المستحيل إثبات أي شيء لأنه لا يمكن تعليل وجود أي قانون عام، قوانين المنطق في المنطق الاستدلالي متماسكة ولو كانت مختزالة إلى أمر مادي لكانت متغيرة ومتطورة ولذلك فاعتمادها على الله الخالق يضمن لها الثبات، يمكن للملحد أن يفكر ويستخدم المنطق لكنه لا يستطيع تعليله، واتحاد قوانين المنطق بين البشر يدل على اتحاد مصدرها وأنه مصدر غير متحول، فما يحدث داخل الدماغ من التنبيهات الكهربائية لا يمنع قبول التناقضات المنطقية، والتعلل بأن قوانين المنطق مقبولة لأنها تعمل، ولكنها تعمل لأنها حقيقية، ولا يمكن للملحد أن يبرر معيارية التفكير المطلقة مثل قوانين المنطق، وأن يعلل كيف يطابق الكون المادي قانون فكري غير مادي، وهذا الأمر استثمره ألفين بلانتينغا لبناء الحجة التطورية ضد الطبيعانية، كما أن مسألة الاعتماد علميًا على اتساق تصرف المادة في الماضي، بحيث نتوق اتساقية خصائصها وسلوكها في المستقبل، أمر غير متماسك منطقيًا في فكر الملحد إلا إن افترض أن الكون متسق في الماضي وسيبقى متسقًا في المستقبل واعتبر هذا افتراض مسلم به بداية. في حين أن الاعتقاد بالإله خالق يجعل هذا التوازن والاتساق أمر مستمدًا من علم الإله وثباته وقدرته. وأكثر من اشتهر في الدفاع عن حجة التسامي هو جريج بهانسن Greg Bahnsen وذلك كجزء من أسلوب دفاعي في الحوارات يعتمد الافتراضات المسبقة، فيسأل محاوريه من الملحدين عن الأساس المنطقي لما يطرحوه ثم يبين تناقض الرؤية الكونية التي ينطلقون منها.
وقد صاغ إيمانويل كانت نسخة من حجة التسامي في كتابه عام 1763 الحجة الوحيدة الممكنة لدعم ظاهرة وجود الله، وقد تم تطوير معظم الصيغ المعاصرة لحجة التسامي في إطار التبرير المسيحي.
وحجة التسامي بصيغتها العامة تقوم بهذه الصيغة:
1. الادعاء س من حالاتي الدماغية صحيح (عندي معرفة، يوجد الخير والشر، عقلي موجود، إلى آخره)
2. لكي يصح س يجب أن تصح عبارة ع (نحن لا نعيش في ماتريكس، الله موجود، العقول الأخرى موجودة)
3. العبارة ع صحيحة.

فحجة التسامي تنطلق من الداخل إلى الخارج، لأننا قد نشك في الخارج ولكن من الصعب أن نشك في الداخل، ومنها عبارة ديكارت المشهورة «أنا أفكر فأنا موجود» التي أوردها في كتابه اللاتيني الذي وضعه للرد على بوادر الإلحاد في عصره تأملات في الفلسفة الأولى. ومن مؤيدي هذه الحجة من المعاصرين شتراوسن وفيتغشتاين.

## التفكير بالتسامي
يجب عدم الخلط بين حجة التسامي مع حجة إثبات التسامي. وبعبارة أخرى، فهي تختلف عن كلا الحجج التي تعتمد على الحدس أو الشعور المتسامي كدليل، وتختلف عن الحجج الدينية التقليدية التي تنتقل من الأدلة المباشرة إلى وجود شيء متعال مثل القول؛ «البعرة تدل على البعير، وأثر السير يدل على المسير، أفسماء ذات أبراج وأرض ذات فجاج ألا تدلان على العلي الخبير». وتتميز أيضًا عن الاستنباط واستقراء من المنطق. عندما تبحث وسيطة استنتاجية قياسية عن ما يمكننا استنتاجه من حقيقة {\displaystyle X}، وتبحث الوسيطة الاستقرائية القياسية عن ما يمكننا استنتاجه من تجربة {\displaystyle X}، تبحث الوسيطة المتسامية عن الشروط السابقة الضرورية لكل من حقيقة {\displaystyle X} وتجربتها. وهكذا، «أنا اصف بالمتعالي كل المعرفة التي لا تتعلق كثيرا بالأشياء بقدر تعلقها بمعرفتنا للأشياء بقدر ما يكون هذا النمط من المعرفة مسلمة»(إيمانويل كانت، نقد العقل الخالص، مقدمة).

## الحجة
حجة التسامي هي حجة متعالية تحاول إثبات أن الله هو الشرط المسبق للمنطق أو العقل أو الأخلاق. تستمر الحجة على النحو التالي: 
1. الله شرط مسبق ضروري لوجود المنطق والأخلاق (لأنها ليست مادية، لكنها كليات أو عموميات حقيقية).
2. يعتمد الناس على المنطق والأخلاق، ويظهرون أنهم يعتمدون على الحقائق الكلية، غير المادية، والمجردة التي لا يمكن أن توجد في كون مادي، ولكن تفترض مسبقًا وجود إله غير مادي ومطلق.
3. لذلك فالله موجود. إذا لم يكن كذلك، فلن نتمكن من الاعتماد على المنطق، والعقل، والأخلاق، والكليات المطلقة (المطلوبة في هذا الكون والمفترض أن نعيش بها فضلًا عن القيام بالنقاش)، ولا يمكن أن توجد في الكون المادي حيث لا توجد معايير مطلقة أو واضع قانون مطلق.

كذلك كتب كورنيليوس فان تيل:
ولذلك، تختلف حجة التسامي عن الحجج توما الأكويني والحجج البرهانية، فنحن نفترض وجود الله من أجل تجنب التسلسل بلا نهاية للأسباب أو القضايا.

## استقبال حجة التسامي
يرفض البعض صحة الحجة مشيرًا إلى عيوب فيها، مثل خطأ الفئة المتضمنة في الفرضية الأولى للحجة، أي أنه بسبب وجود عبارة صحيحة عمومًا، لن يجعل هذه العبارة جزءًا من الواقع بحد ذاته. هناك مشكلة أخرى تمت الإشارة إليها وهي أنه ليس من الضروري أن يكون لديك إله لديه منطق أو أخلاق. على وجه الخصوص، وجود أنظمة منطقية متعددة مع اختلاف البديهيات مثل المنطق غير الكلاسيكي  وكذلك النظم الأخلاقية المختلفة جذريًا     تشكل دليلًا ضد فكرة أن المنطق والأخلاق عالميان. وعلاوة على ذلك، فإن وجود نظريات مثل نظرية عدم الاكتمال لغودل Goedel ونظريات الصحة للمنطق الكلاسيكي توفر مبررا لبعض أنظمة المنطق مثل المنطق الاقتراحي الكلاسيكي دون استخدام أي فرضيات إله بالتالي يتناقض مع الفرضية الأولى من الحجة.

## وصلات خارجية

### المقالات
- ردود على الملحد الفيلسوف، مايكل مارتن
- and VanTil.6.30.04.html دريدا وفان تيل وميتافيزيقيا ما بعد الحداثة تقييم لما بعد الحداثة، وتحديدا التفكيكية، في ضوء فان تيل بقلـم يعقوب غابرييل هيل.
- الحجة المتعالية لوجود الله بواسطة مات سليك.

### المناقشات
- «النقاش العظيم: هل الله موجود؟» الصوت (الاستماع / تنزيل تنسيق) من النقاش الرسمي بين كريستيان جريج بهانسن والمشكك غوردون شتاين من جامعة كاليفورنيا، ايرفين .
- The Drange-Wilson Debate نقاش مكتوب بين ثيودور المشكك درينج وكريستيان دوجلاس ويلسون.
- «هل الفكر غير المسيحي عقيم؟» نسخة محفوظة 4 فبراير 2012 على موقع واي باك مشين. حوار مكتوب بين كريستيان دوغ جونز والمتشككين كيث بارسونز ومايكل مارتن في مجلة Antithesis (المجلد 2، لا. 4).